# Jarvis Landry
Jarvis Charles Landry (Convent, 28 de novembro de 1992) é um jogador de futebol americano que atua como Wide receiver no New Orleans Saints da National Football League (NFL).
Ele jogou futebol americano universitário na Universidade do Estado da Luisiana e foi selecionado pelo Miami Dolphins na segunda rodada do Draft de 2014 da NFL.
Com os Dolphins, Landry foi eleito para três Pro Bowls e liderou a liga em recepções em 2017. Suas 400 recepções de carreira são a maior marca feita por um jogador em suas primeiras quatro temporadas na história da NFL.

## Primeiros anos
Landry freqüentou a Lutcher High School em Lutcher, Louisiana, onde ele era um atleta de três esportes: futebol americano, basquete e atletismo.
Em seu último ano, ele teve 51 recepções para 716 jardas e 11 touchdowns. Ele terminou sua carreira no ensino médio com 241 recepções, 3.902 jardas, 50 touchdowns e correu para 875 jardas e 14 touchdowns. No Under Armour All-America de 2011, ele conseguiu um recorde de oito recepções para 70 jardas e um touchdown.
Ele foi considerado como um recruta de cinco estrelas de acordo com o Rivals.com e foi classificado como o quarto melhor wide receiver do pais.
No atletismo, ele competiu no salto em distância durante sua segunda temporada, registrando um salto pessoal de 6,07 metros no St. Amant Duck Roost de 2009, onde ele ficou em 4º lugar.

## Carreira universitária
Landry jogou futebol americano universitário na Universidade do Estado da Luisiana de 2011 a 2013 sob o comando do técnico Les Miles.
Como um calouro em 2011, Landry jogou em 14 jogos, sendo titular em um. Ele terminou a temporada com quatro recepções para 43 jardas.
Em seu segundo ano, ele jogou em 13 jogos, sendo titular em um. Ele liderou a equipe com 56 recepções e cinco touchdowns e foi o segundo em jardas de recepção com 573.
Em seu terceiro ano, ele combinou com Odell Beckham Jr. para formar uma das duplas de maior produtividade no futebol universitário. Nos primeiros cinco jogos de sua terceira temporada, ele somou 520 jardas e sete touchdowns. Ele terminou a temporada com 77 recepções para 1.193 jardas e 10 touchdowns.
Após a temporada, ele decidiu renunciar a sua última temporada e entrou no Draft da NFL de 2014.

### Estatísticas da faculdade
| Jarvis Landry | Jarvis Landry | Jarvis Landry | Recebendo | Recebendo | Recebendo |
| Ano           | Equipe        | Jogos         | Rec       | Jardas    | TDs       |
| ------------- | ------------- | ------------- | --------- | --------- | --------- |
| 2011          | LSU           | 14            | 4         | 43        | 0         |
| 2012          | LSU           | 13            | 56        | 573       | 5         |
| 2013          | LSU           | 13            | 77        | 1.193     | 10        |
| Total         | Total         | 40            | 137       | 1.809     | 15        |

## Carreira profissional
| 1,80 m                                    | 93 kg | 4,77 s | 1,58 s | 2,69 s | 4,59 s | 7,56 s | 0,72 m | 2,79 m | 12 reps |
| Todos os valores da NFL Combine e Pro Day |       |        |        |        |        |        |        |        |         |

### Miami Dolphins

#### Temporada de 2014

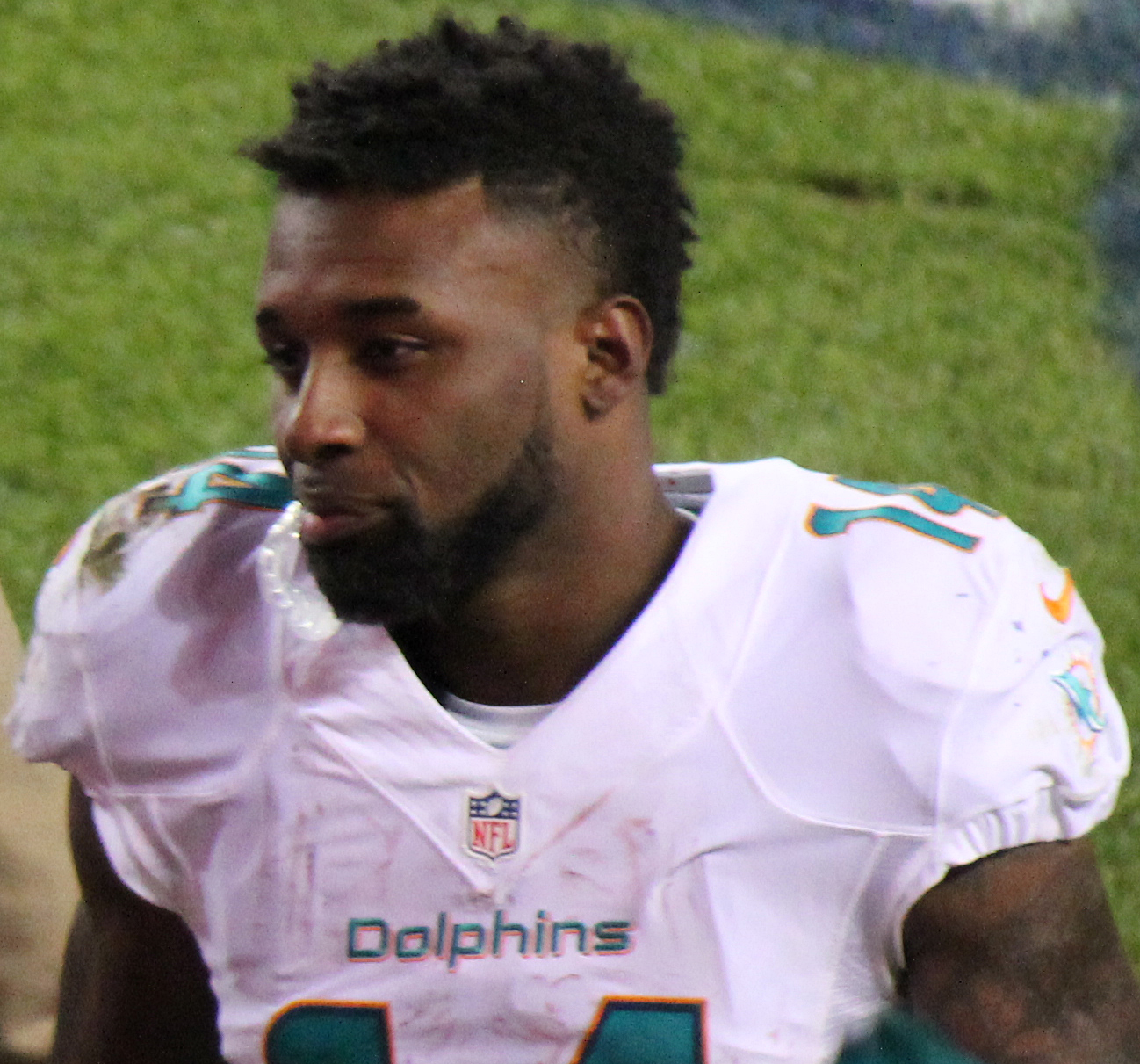
Landry com os Dolphins em 2014

Landry foi selecionado pelo Miami Dolphins na segunda rodada (63° escolha geral) no Draft de 2014. Ele foi o 12º wide receiver a ser selecionado naquele ano.
Como um novato, Landry se juntou a uma unidade receptora que continha Mike Wallace, Rishard Matthews, Brian Hartline e Brandon Gibson. Landry teve seu primeiro touchdown como profissional em um jogo da semana 6 contra o Green Bay Packers em 12 de outubro de 2014.
Ele terminou sua temporada de estreia com 758 jardas e cinco touchdowns. Suas 84 recepções estabeleceram um recorde dos Dolphins de mais recepções por um novato. Ele também adicionou 1.158 jardas em retornos de punt e kickoff.

#### Temporada de 2015

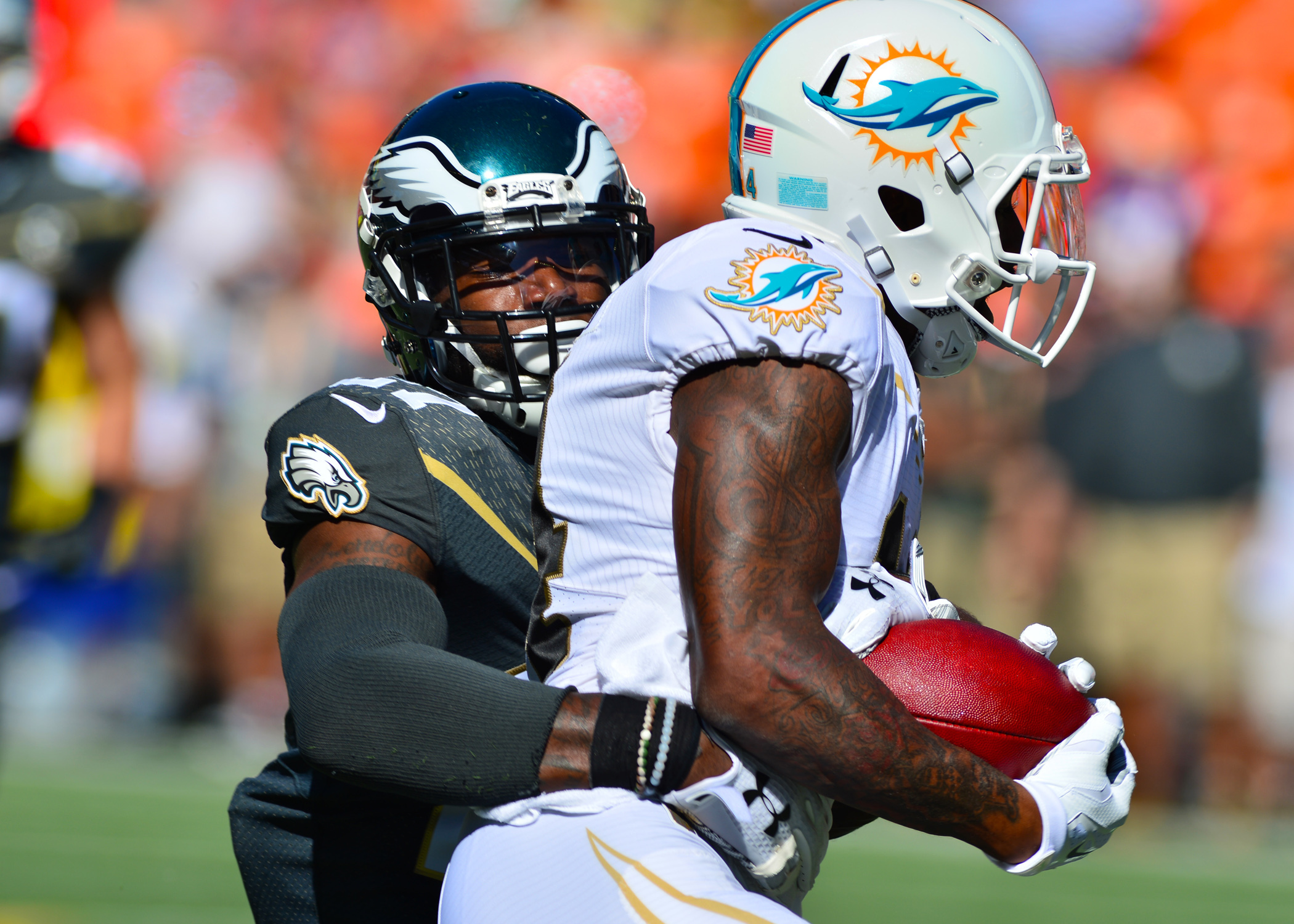
Landry abordado por Malcolm Jenkins no Pro Bowl de 2016

Na abertura da temporada em Washington em 13 de setembro de 2015, Landry teve seu primeiro retorno para touchdown, retornando 69 jardas em 10 segundos, evitando quatro tackles. Após quebrar o recorde de franquia de O. J. McDuffie de mais recepções em uma temporada com 110, Landry foi nomeado Co-MVP de Dolphins ao lado do Safety Reshad Jones. Ele foi nomeado para o Pro Bowl de 2016 como substituto para o lesionado Antonio Brown. Pro Football Focus nomeou Landry para sua equipe All-Pro como um retornador de punt. As 110 recepções de Landry ficaram em quarto lugar na NFL na temporada de 2015.
Suas 194 recepções em suas duas primeiras temporadas foram um recorde da NFL até ser superado por Michael Thomas do New Orleans Saints em 2017. Ele foi classificado em 98º por seus companheiros jogadores no "NFL Top 100 Players of 2016".

#### Temporada de 2016
Landry teve outra temporada sólida em 2016, tendo recebido 94 passes para 1.136 jardas e quatro touchdowns. Ele chegou a marca de 1.000 jardas pela segunda vez em sua carreira. As 612 jardas depois da recepções foi a segunda marca entre os wide receiver da NFL.
Ele ajudou os Dolphins a voltar aos playoffs, que eles não jogavam desde 2008. Nos playoffs, Landry e os Dolphins perderam para o Pittsburgh Steelers no wild card por 30-12. Em sua estréia nos playoff, ele terminou com 11 recepções para 102 jardas.
Landry foi nomeado para o seu segundo Pro Bowl, quando foi adicionado ao plantel do Pro Bowl de 2017. Ele também foi classificado em 42º por seus companheiros jogadores no "NFL Top 100 Players of 2016".

#### Temporada de 2017
Landry entrou na temporada de 2017 com um novo quarterback, Jay Cutler, devido a uma lesão de Ryan Tannehill na offseason. Na semana 2, contra o Los Angeles Chargers, Landry teve 13 recepções para 78 jardas na vitória por 19-17. Suas 13 recepções empataram com o desempenho de Larry Fitzgerald na semana 3 como a melhor performance na temporada de 2017.
Das Semanas 5 a 11, ele teve um touchdown em seis dos sete jogos. Na derrota da semana 9 contra o Oakland Raiders, Landry estabeleceu o recorde da NFL para mais recepções durante as primeiras quatro temporadas da carreira.
No geral, na temporada de 2017, ele terminou com 112 recepções para 987 jardas e nove touchdowns. As 112 recepções de Landry foram a maior marca da NFL na temporada de 2017.

Ele ganhou sua terceira indicação consecutiva ao Pro Bowl após a temporada de 2017. Ele foi classificado em 52º por seus companheiros jogadores no "NFL Top 100 Players of 2016.

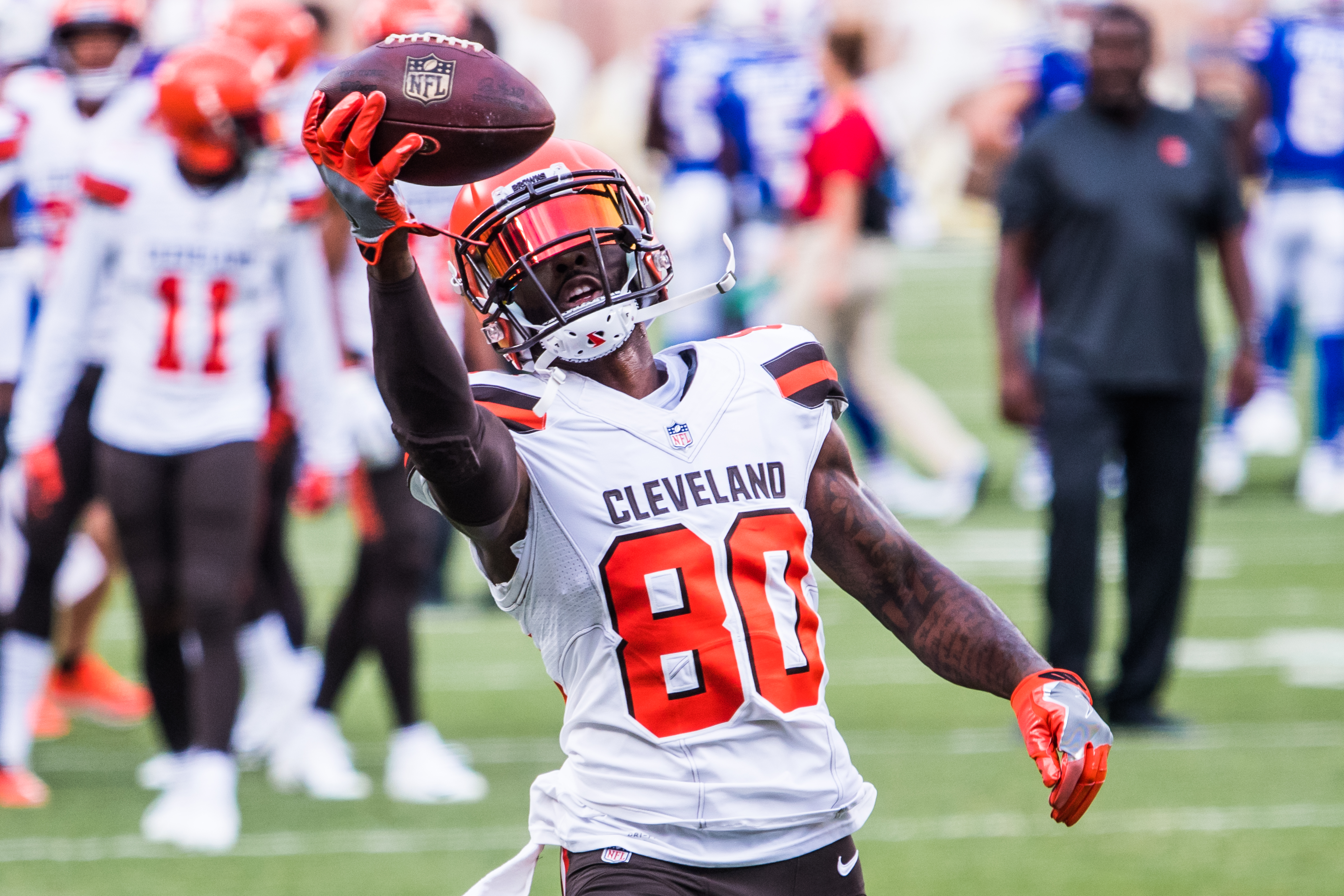
Landry durante o aquecimento em 2018

### Cleveland Browns
Foi relatado que os Dolphins deram permissão a Landry para procurar uma troca.
Em 9 de março de 2018, os Dolphins concordaram em negociar Landry com o Cleveland Browns em troca de uma escolha de quarta rodada no draft de 2018 e uma escolha de sétima rodada do draft de 2019. O acordo tornou-se oficial em 14 de março de 2018, no início do ano da NFL. Landry voltou a usar o seu número da faculdade (#80), pois o número que ele costumava usar (#14) foi aposentado em homenagem a Otto Graham.
Em 12 de abril de 2018, Landry assinou uma extensão no valor de US $ 75,5 milhões por cinco anos (US $ 47 milhões garantidos) com os Browns, tornando-o o sexto recebedor mais bem pago na época.
Ele teve quatro jogos com pelo menos 100 jardas em 2018. Em sua primeira temporada em Cleveland, Landry liderou a equipe com 81 recepções para 976 jardas e quatro touchdowns, a caminho de seu quarto Pro Bowl.
Em 14 de março de 2022, foi dispensado do Browns.

### New Orleans Saints
Landry assinou contrato para jogar pelo New Orleans Saints em 13 de maio de 2022.

## Estatísticas da carreira
|  | Liderou o campeonato |

| Temporada | Equipe   | Jogos | Recebendo | Recebendo | Recebendo | Recebendo | Recebendo | Recebendo | Correndo | Correndo | Correndo | Correndo | Correndo | Correndo |
| Temporada | Equipe   | Jogos | Alvo      | Rec       | Jardas    | J/R       | J/J       | TDs       | Corridas | Jardas   | J/C      | J/J      | TDs      | Fumbles  |
| --------- | -------- | ----- | --------- | --------- | --------- | --------- | --------- | --------- | -------- | -------- | -------- | -------- | -------- | -------- |
| 2014      | MIA      | 16    | 112       | 84        | 758       | 9,0       | 47,4      | 5         | 2        | −4       | −2,0     | −0,3     | 0        | 7        |
| 2015      | MIA      | 16    | 166       | 110       | 1.157     | 10,5      | 72,3      | 4         | 18       | 113      | 6,3      | 7,1      | 1        | 1        |
| 2016      | MIA      | 16    | 131       | 94        | 1,136     | 12,1      | 71,0      | 4         | 5        | 17       | 3.4      | 1,1      | 0        | 2        |
| 2017      | MIA      | 16    | 161       | 112       | 987       | 8,8       | 61,7      | 9         | 1        | −7       | −7,0     | −0,4     | 0        | 4        |
| 2018      | CLE      | 16    | 149       | 81        | 976       | 12,0      | 61,0      | 4         | 3        | 60       | 20,0     | 3,8      | 1        | 1        |
| Carreira  | Carreira | 77    | 694       | 469       | 4,828     | 10,3      | 64,4      | 25        | 28       | 173      | 4,6      | 1,9      | 2        | 15       |
| Fonte:    |          |       |           |           |           |           |           |           |          |          |          |          |          |          |

## Vida pessoal
O irmão mais velho de Landry, Gerard, foi um wide receiver Southern University em Baton Rouge, Louisiana. Landry é primo do jogador de linha defensiva Glenn Dorsey, que foi destaque em LSU de 2004 a 2007.
O melhor amigo de Landry é o wide receiver Odell Beckham Jr. ,ex-New York Giants. Contratado em 2019 pelo Cleveland Browns, a dupla repetirá a parceria dos tempos de LSU.